# Diplocolenus convenarum
Diplocolenus convenarum är en insektsart som beskrevs av Ribaut 1946. Diplocolenus convenarum ingår i släktet Diplocolenus och familjen dvärgstritar. Inga underarter finns listade i Catalogue of Life.